# Antoni Ros i Marbà

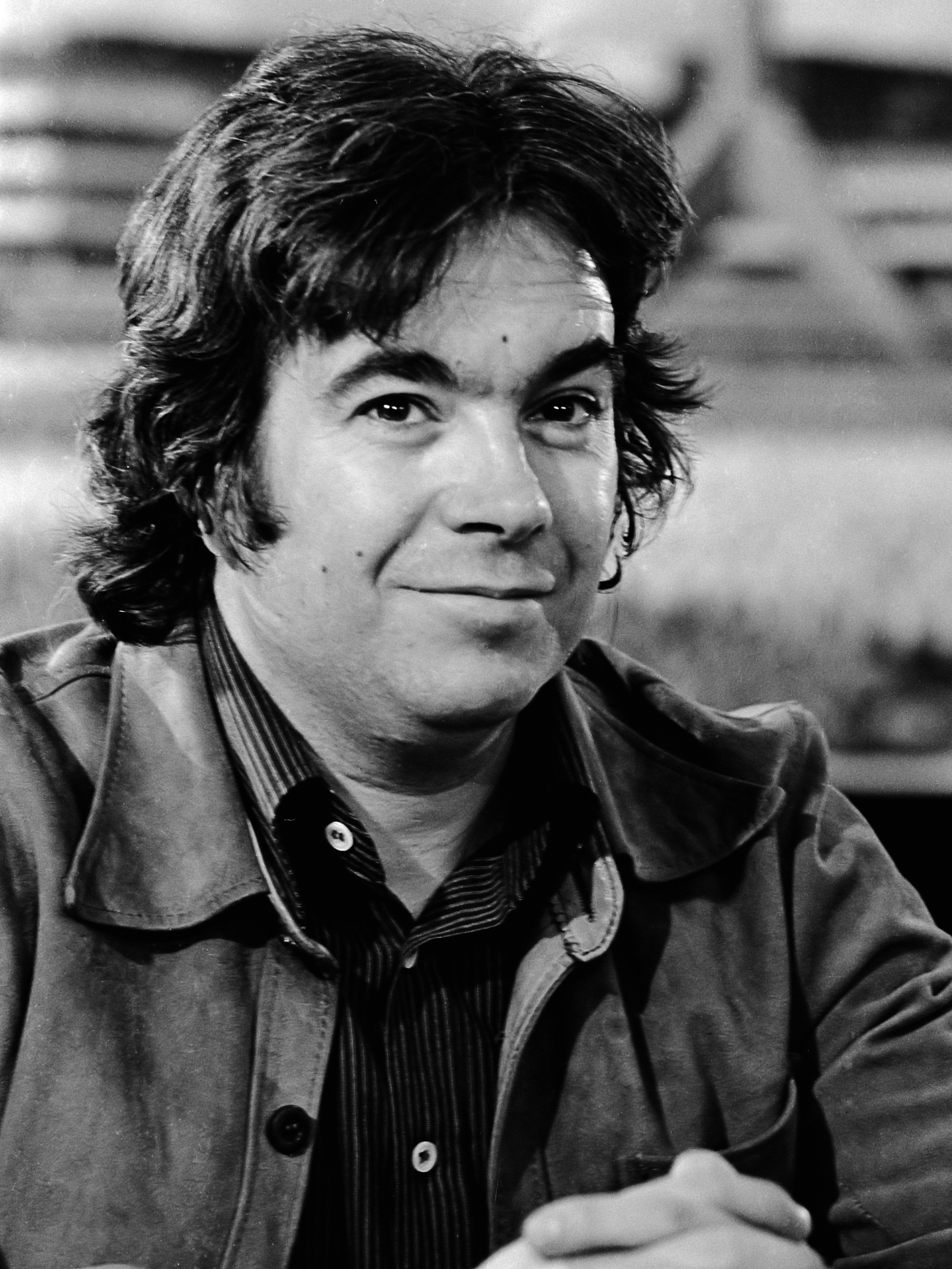
Antoni Ros i Marbà (1980)

Antoni Ros i Marbà, auch in den Nachnamenschreibweisen Ros Marbà oder Ros-Marbà vorkommend, (* 2. April 1937 in L’Hospitalet de Llobregat) ist ein katalanischer Dirigent und Komponist.

## Leben und Werk
Ros i Marbà studierte am Conservatori Municipal de Música de Barcelona und war Schüler von Eduard Toldrà.  Zudem war er Schüler von  Sergiu Celibidache an der Academia Chiggiana in Siena und von Jean Martinon in Düsseldorf. 1965 wurde er zum Direktor des RTVE Symphonie Orchesters ernannt und füllte diese Position bis 1967 aus. Er war von 1967 bis 1987 abschnittsweise mehrfach Chef des Orchesters der Stadt Barcelona (1967–1978, 1981–1986). Von 1978 bis 1981 war er musikalischer Direktor des Spanischen Nationalorchesters. 1989 wurde er zum Direktor des Teatro Real de Madrid ernannt.
Ros i Marbà baute sich auch eine bedeutende internationale Karriere auf. 1978 gab er sein Debüt bei den Berliner Symphonikern auf Einladung von Herbert von Karajan hin. Er wirkte ab 1979 als Leiter des Niederländischen Kammerorchesters. Anschließend war er dessen Hauptgastdirigent.  Darüber hinaus leitete er die wichtigsten Orchester Frankreichs, Englands, der Schweiz und Italiens und erzielte mit diesen große Erfolge.  Im Bereich der Oper erreichte er eindrucksvolle Erfolge mit der Aufführung von Werken von Wolfgang Amadeus Mozart, Richard Strauss, Giuseppe Verdi, Giacomo Puccini, Richard Wagner, Alban Berg, Benjamin Britten und Leoš Janáček. Bemerkenswert sind die Welturaufführungen der Opern Duenna von Robert Gerhard und Divinas palabras von Antón García Abril.
Auf Tonträgern spielte er vor allen Dingen Werke katalanischer und spanischer Komponisten ein, wie die Goyescas von Enric Granados, Werke von Frederic Mompou und Xavier Montsalvatge, zahlreiche Zarzuelas wie Doña Francisquita, Bohemios und La Verbena de la Paloma.
Als Komponist trat er mit den Kantaten für Kinderchor Tirant lo Blanc (1977). Von der kompositorischen Produktion sind weiterhin die Kantaten für Kinderchor, das Concert desconcertant (1986, Das befremdende, das beunruhigende Konzert) und das Werk für Sopran, Kinderchor und Orchester Como el viento y el mar (2000, Wie Wind und Meer) mit einem Text von Federico Mayor Zaragoza erwähnenswert.
Er leitete Dirigatkurse an den Konservatorien in Barcelona und Rotterdam.  Er wirkte seit 1999 an den internationalen Dirgientenkursen von Igualada mit.
1965 erhielt Ros i Marbà den Prix International du Disque Arthur Honegger für seine Aufnahme der Sieben Worte Christi von Joseph Haydn. 1988 wurde ihm von der Generalitat de Catalunya das Creu-de-Sant-Jordi verliehen. 1989 wurde er mit dem Nationalen Musikpreis des spanischen Kulturministeriums und 2012 mit der  Goldmedaille des Gran Teatre del Liceu ausgezeichnet, bei dem er seit der Konzertsaison 1965/1967 mehrfach die Leitung innehatte. Seit Beginn des Jahres 2001 war er Leiter des Real Filharmonía de Galicia.